# Liste der Monuments historiques in Aubergenville
Die Liste der Monuments historiques in Aubergenville führt die Monuments historiques in der französischen Gemeinde Aubergenville auf.

## Liste der Bauwerke
| Bezeichnung                          | Beschreibung | Standort                | Kennzeichnung | Schutzstatus | Datum | Bild |
| ------------------------------------ | ------------ | ----------------------- | ------------- | ------------ | ----- | ---- |
| Kirche Ste-Thérèse-de-l’Enfant-Jésus | Erbaut 1927  | Place de Louvain (Lage) | PA00087361    | Inscrit      | 1977  |      |

## Liste der Objekte

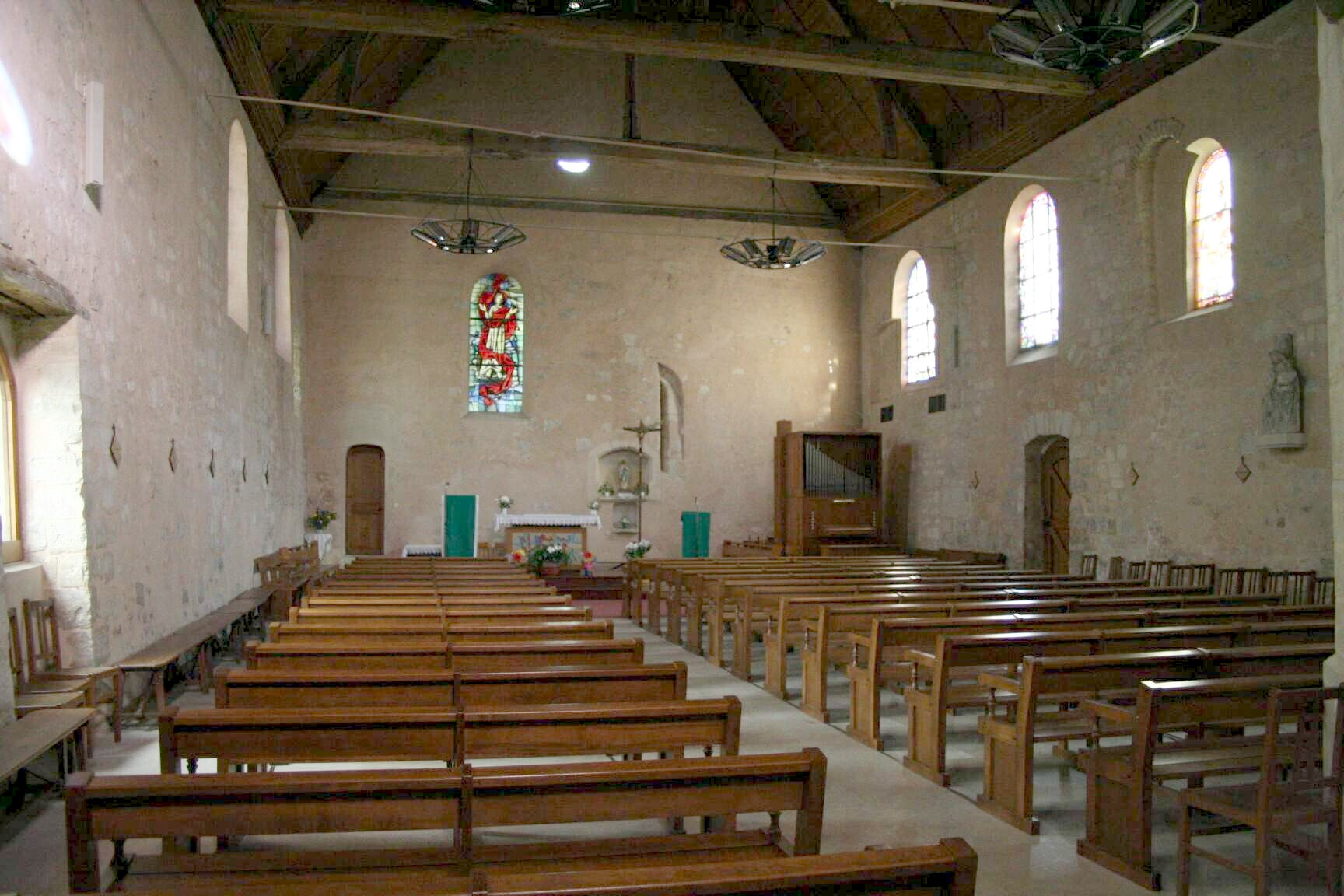
Innenansicht der Kirche St-Ouen

- Monuments historiques (Objekte) in Aubergenville in der Base Palissy des französischen Kultusministeriums